# Chameleon hřebenatý
Chameleon hřebenatý (Trioceros cristatus) je středně velký chameleon pocházející ze Západní Afriky. Je též chován jako terarijní zvíře, i když minulosti nebyl v zajetí skoro vůbec množen a o reprodukci v zajetí existuje jen málo informací. Je chráněn pod statusem CITES II., EU příloha B.
Obě pohlaví dorůstají délky kolem 23 cm, ale může dosáhnout velikosti až 28 cm. Charakteristickým znakem chameleona hřebenatého je vysoká, lehce vyklenutá přilba a zvláště výrazný hřbetní hřeben, který je tvořen kůží napnutou mezi prodloužené trnové výběžky obratlů. Hřeben se táhne od hřbetu až ke kořeni ocasu a u samců může být až 3 cm vysoký. Barvou je nevýrazný, většinou jednobarevný, hnědý, šedý nebo zelený, jen na hrdle je kůže světle červená.
Chameleon hřebenatý se vyskytuje v Kamerunu, Gabonu, Togu a Kongu. Vyhledává převážně pobřežní nížiny do 600 m n. m. Obývá tropický deštný les, druhotně i zemědělsky využívanou krajinu, narušený a druhotný les. Na rozdíl od jiných chameleonů se často zdržuje i na zemi. Je vejcorodý, snůška obsahuje do 37 vajec. Inkubace při 22 °C přes den a 18 °C v noci trvá cca 8–9 měsíců. Dožívá se i 6 let.

## Chov
Velikost terária pro jednoho chameleona je 60×40×40 cm, pro pár 100×100×50 cm nebo větší. Protože chameleon hřebenatý je terestricky žijící druh, terárium by mělo být orientováno spíše plošně než na výšku. Terárium je nutné osadit různými druhy rostlin, jako je například Ficus benjamina, Pothos, nebo kapradiny. Vhodný je dostatek větví, lián a možnosti úkrytu ve vegetaci. Terárium musí být dobře větrané, ideální je ventilace. Ve dne se terárium vytápí na 25–28 °C, pod zdrojem tepla i nad 30 °C, v noci musí teplota klesnout. Chameleon hřebenatý vyžaduje neustále vysokou vlhkost vzduchu, 90-100%, proto je vhodné vybavit terárium mlhovačem, a pro přísun vody pro chované zvíře je užitečný též dripper. Chameleon hřebenatý se též může naučit přijímat vodu z misky. Délka světelného dne pro chov tohoto chameleona je 14 hodin, co se osvětlení týče, důležitá je kombinace dostatku světla s optimálním výdejem UVB záření.
Substrát na dně terária by měl být kyprý, savý, vhodný pro tropická terária. Nutná je jeho vyšší vrstva, protože chameleon hřebenatý si často vyhrabává mělké jamky i nory. Substrát na bázi lignocelu není vhodný.
V zajetí je krmen různými vývojovými stadii hmyzu podle velikosti chovaného chameleona. Přijímá cvrčky, sarančata, šváby, potemníky rodu Zoophobas, larvy zavíječů voskových, mouchy a podobně. Má zvláště v oblibě různé larvy a zemní hmyz. Nutné je doplnění potravy vitamíny a minerály.
Tento druh v roce 2024 zařadil do expozice Terária Zoopark Zájezd.